# Бен Кардан
Бен Кардан (араб. بنقردان) — місто в Тунісі. Входить до складу вілаєту Меденін. Станом на 2014 рік тут проживало 66 567 осіб.